# Zrcadlové písmo

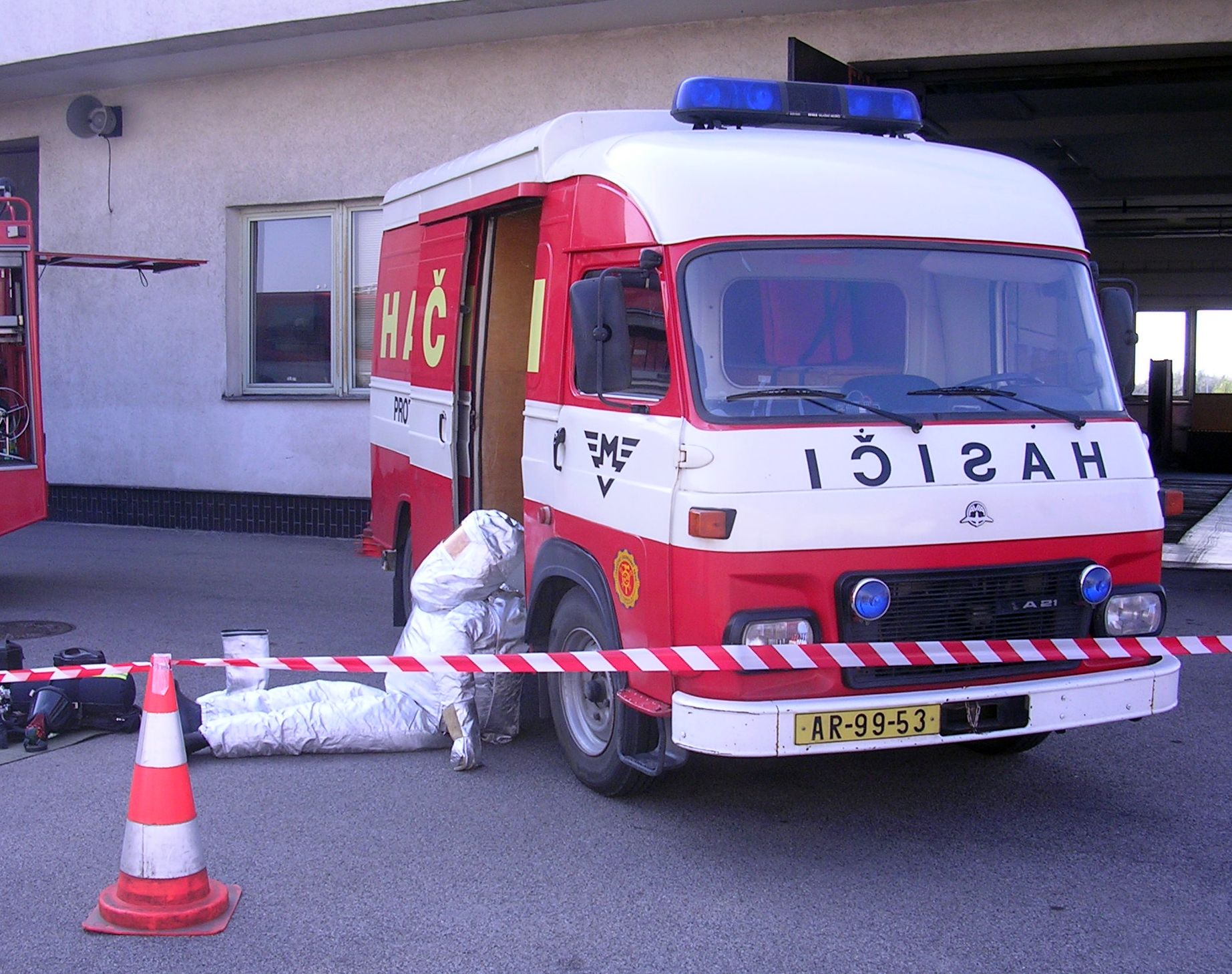
Nápis „HASIČI“ zrcadlově na automobilu Avia hasičské jednotky pražského metra

Zrcadlové písmo je písmo zrcadlově převrácené oproti písmu normálnímu, což znamená, že v zrcadle se naopak zobrazuje normálně. V historii bylo občas použito jako velice jednoduchý způsob šifrování, dnes se k tomuto účelu používá nanejvýš v dětských šifrovacích hrách.
Sériózním moderním použitím zrcadlového písma jsou velké nápisy vepředu na vozech integrovaného záchranného systému, zejména na sanitkách, které si mohou řidiči poměrně snadno přečíst ve zpětném zrcátku.

## Zrcadlové písmo v dějinách

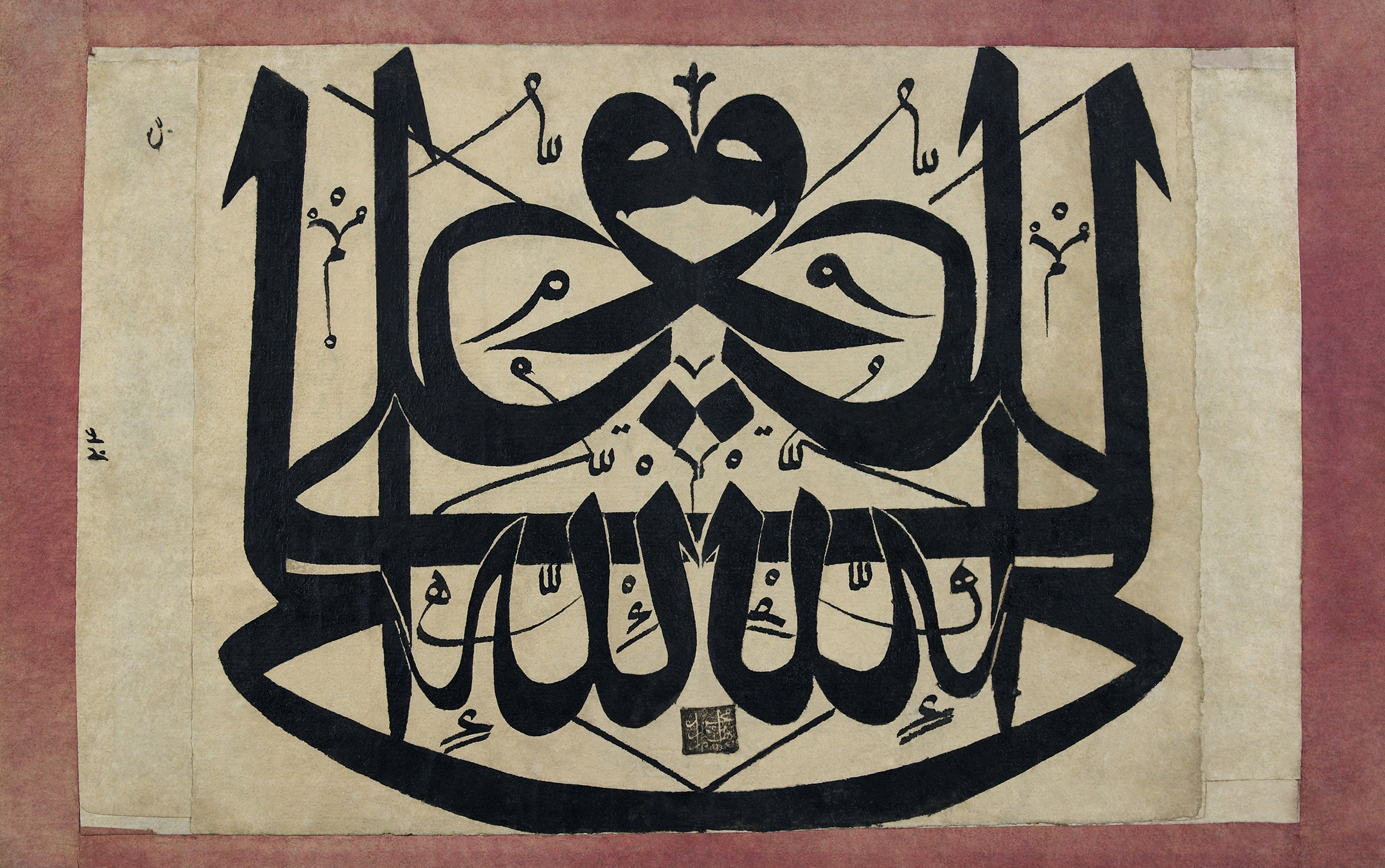
Na první pohled osově souměrný obraz islámské kaligrafie vzniklý obyčejným a zrcadlovým zapsáním علي ولي الله, pochází z Osmanské říše z osmnáctého století

Zrcadlovým písmem psal některé své osobní poznámky Leonardo da Vinci.
V Osmanské říši v 18. a 19. století bylo zrcadlové písmo populárním kaligrafickým prvkem.